# Meunasah Paku
Meunasah Paku is een bestuurslaag in het regentschap Pidie Jaya van de provincie Atjeh, Indonesië. Meunasah Paku telt 282 inwoners (volkstelling 2010).